# Queenstown, Nova Zelandija
Queenstown (maorsko Tāhuna) je letoviško mesto v Otagu na jugozahodu novozelandskega Južnega otoka. Ima 29.000 mestnih prebivalcev (junij 2023).
Mesto je zgrajeno okoli zaliva, imenovanega Queenstown Bay na jezeru Wakatipu, dolgem, tankem jezeru v obliki črke Z, ki so ga oblikovali ledeniški procesi, in ima pogled na bližnje gore, kot so  Remarkables, Cecil Peak, Walter Peak in tik nad mestom, Ben Lomond in Queenstown Hill.
Okrožje Queenstown-Lakes ima površino 8704,97 kvadratnih kilometrov, ne da bi šteli celinska jezera Hāwea, Wakatipu in Wānaka. Regija ima ocenjeno stalno prebivalstvo 52.800 (junij 2023). Sosednja mesta so Arrowtown, Glenorchy, Kingston, Wānaka, Alexandra in Cromwell. Najbližji mesti sta Dunedin in Invercargill. Queenstown je znan po svojem komercialno usmerjenem turizmu, zlasti avanturističnem in smučarskem turizmu.

## Zgodovina

### Naselitev in prisotnost Maorov
Območje so odkrili in prvi naselili Maori. Kāi Tahu pravi, da je jezero izkopal prednik Waitaha, Rākaihautū, s svojo kō (palico za kopanje), imenovano Tūwhakaroria. Po prihodu v Whakatū Nelson v waka Uruao je Rākaihautū svojo posadko razdelil na dva dela. Eno skupino je vodil skozi notranjost Te Waipounamuja in kopal sladkovodna jezera otoka. Potem ko je izkopal jezera Hāwea, Wānaka in Whakatipu Waimaori, je potoval skozi dolini Greenstone in Hollyford, preden je končno izkopal Whakatipu Waitai (jezero McKerrow).
Prvi ne-Maori, ki je videl jezero Wakatipu, je bil Evropejec Nathanael Chalmers, ki ga je septembra 1853 vodil Reko, poglavar Tuturau, čez nižine Waimea in navzgor po reki Mataura. Dokazi o mrežah za kolce, košarah za lovljenje jegulj, sulicah in pepelu so pokazali, da so območje Glenorchyja obiskali Māori. Verjetno je Ngāi Tahu Māori obiskal Queenstown na poti, da bi pobral pounamu (zeleni kamen). Naselje, imenovano Te Kirikiri Pa, je zasedlo pleme Kāti Māmoe, ki je bilo tam, kjer so danes vrtovi Queenstown, toda do prihoda evropskih migrantov v 1860-ih to naselje ni bilo več v uporabi.

### Evropska naselitev okoli leta 1860
Evropska raziskovalca William Gilbert Rees in Nicholas von Tunzelmann sta bila prva ne-Maora, ki sta naselila to območje. Rees je leta 1860 ustanovil visoko podeželsko kmetijo na lokaciji sedanjega mestnega središča Queenstowna, vendar je odkritje zlata v reki Arrow leta 1862 spodbudilo Reesa, da je svojo lopo za volno spremenil v hotel z imenom Queen's Arms, zdaj znan kot Eichardt's.
Številne ulice v Queenstownu nosijo imena iz obdobja rudarjenja zlata (kot je Camp Street) in nekaj zgodovinskih stavb je ostalo. William's Cottage, Lake Lodge of Ophir (zdaj Galerija Artbay), policijska postaja Queenstown in anglikanska cerkev svetega Petra ležijo blizu skupaj v določenem zgodovinskem predelu.

### Poimenovanje
Tāhuna, te reo ime za Queenstown, pomeni 'plitev zaliv'.
Obstajajo različna apokrifna poročila o tem, kako je Queenstown dobil ime, od katerih se zdi najverjetnejše naslednje: »Ko je William Rees prvič prispel na to območje in zgradil svojo domačijo, je bilo območje znano kot The Station, čeprav so ga rudarji kmalu omenjali kot The Camp od 1860 do 1862. Rudarji, zlasti Irci, so se zanimali za slovesnost mesta Cobh na Irskem (takrat del Združenega kraljestva), ki se je leta 1850 v čast kraljice Viktorije preimenovalo v Queenstown.«
Januarja 1863 (verjetno vikend 3. in 4.) je bil nato javni sestanek za poimenovanje mesta ob jezeru, na katerem je mesto uradno dobilo ime Queenstown glede na irski Queenstown. Do 9.–10. januarja 1863 so o mestu poročali z imenom Queenstown v več poročilih, ki jih je napisal dopisnik Otago Witness 5. in 6. januarja.

## Geografija
Queenstown leži na obali jezera Wakatipu, tretjega največjega jezera po površini na Novi Zelandiji. Mesto je blizu severovzhodnega ovinka jezera, kjer se majhen rokav, Frankton Arm, združi z jezerom in njegovim glavnim odtokom, reko Kawarau. Središče mesta je na severni obali na točki, kjer se rokav Frankton povezuje z glavnim delom jezera, vendar se razteza tudi do glavnega predmestja Frankton na vzhodnem koncu rokava in čez Kelvin Heights na Polotok Kelvin, ki tvori južno obalo rokava Frankton.
Mesto je na razmeroma nizki nadmorski višini za središče smučanja in deskanja na snegu, na 310 metrih nadmorske višine na obali jezera, vendar je ugnezdeno med gorami, predvsem slikovito atrakcijo  Remarkables, na jugovzhodu mesta. Pod jezerom leži globoka soteska Kawarau, v bližini pa so ravnice, primerne za poljedelstvo in vinogradništvo. Queenstown leži blizu osrčja vinske regije Central Otago.

### Predmestje
Osrednji Queenstown vsebuje veliko podjetij, stanovanj in domov, vendar je blizu številnih predmestij ali velikih stanovanjskih območij: Fernhill, Sunshine Bay, Queenstown Hill, Goldfield Heights, Marina Heights, Kelvin Heights, Arthurs Point in Frankton.
Tik pred Queenstownom so območja: Arrowtown, Closeburn, Dalefield, Gibbston, Jack's Point, Hanley's Farm, Hayes Creek, Lake Hayes Estate, Shotover Country in Quail Rise.

### Podnebje
Zaradi razmeroma zmerne nadmorske višine (310 metrov) in visokega gorskega okolja ima Queenstown oceansko podnebje (Köppnova podnebna klasifikacija Cfb). Poletje ima dolge tople dni s temperaturami, ki lahko dosežejo 30 °C, medtem ko so zime hladne s temperaturami, ki so pogosto enomestne, s pogostim sneženjem, čeprav med letom ni stalne snežne odeje. Tako kot preostali del osrednjega Otaga Queenstown leži v deževni senci [[Južne Alpe|Južnih Alp]g, vendar je mesto bližje zahodni obali bolj dovzetno za deževne fronte kot bližnji Cromwell, Wānaka in Alexandra. Najvišja zabeležena temperatura v Queenstownu je 34,1 °C, najhladnejša pa −8,4 °C.

## Turizem
Queenstown, letoviško mesto, se je leta 2012 ponašalo z 220 dejavnostmi avanturističnega turizma. Priljubljeni so smučanje in deskanje na snegu, vožnja z vodnim skuterjem, rafting po divjih vodah, skok z elastiko, gorsko kolesarjenje, rolkanje, pohodništvo, jadralno padalstvo, potapljanje in muharjenje.
Queenstown je glavno središče snežnih športov na Novi Zelandiji, kjer ljudje iz vse države in mnogih delov sveta potujejo smučat na štiri glavna gorska smučišča (Cardrona Alpine Resort, Coronet Peak, The Remarkables in Treble Cone). Tek na smučeh je na voljo tudi na Waiorau Snowfarm, blizu vasi Cardrona.
100 let star parnik TSS Earnslaw z dvojnim vijačnim pogonom na premog prečka jezero Wakatipu.
Queenstown leži blizu središča majhne vinorodne regije, ki velja za najjužnejšo na svetu. Vinograd Two Paddocks je v lasti mednarodno znanega lokalnega igralca Sama Neilla. V sosednjem zgodovinskem mestu Arrowtown so restavracije in bari.
Druge turistične dejavnosti vključujejo:
- Ben Lomond, bližnja gora za pogled na okolico
- Gondola, znana kot Skyline Queenstown, se povzpne na Bobov vrh na Ben Lomondu
- Kiwi Birdlife Park in raj za rajsko raco (Tadorna variegata)
- Hoja, kolesarjenje ali tek po Queenstown Trail
- Skippers Road
- Scenski leti
- Cecil Peak Station, na zahodni obali jezera Wakatipu, 34.000 hektarjev delujoča farma za govedo in ovce.

## Lokacije za televizijo in film
Šestdelna dramska misterija Top of the Lake Jane Campion je bila posneta leta 2012 za plačljivo televizijsko izdajo leta 2013. Jezera Wakatipuja so videti zlovešča, Južne Alpe pa spektakularne. Glavna lokacija je jezero Moke, prizori pa so bili posneti na Lower Beach Street in Coronation Drive ter v supermarketu in trgovini s steklenicami na Shotover Street.
Leta 2010 je bil 14. cikel ameriškega naslednjega top modela delno posnet v Queenstownu in zmagala je Krista White. Raina Hein je bila drugouvrščena.
Queenstown in okolica vsebuje veliko lokacij, uporabljenih pri snemanju filmske trilogije Gospodar prstanov. Uporabljene lokacije so bile Paradise blizu Glenorchyja, na vrhu jezera Wakatipu.
Queenstown je postal priljubljen v južni Aziji po izdaji bollywoodske uspešnice Kaho Naa... Pyaar Hai, ki je bila tam delno posneta. S senzacionalnimi prvenci Hritika Roshana in Amishe Patel v glavnih vlogah je ta film odprl vrata tako turistom kot filmskim ustvarjalcem od Indije do Nove Zelandije, pri čemer je Queenstown najbolj iskana destinacija. Queenstown je 17 minut igral v I Hate Luv Storys, bollywoodski romantični komediji iz leta 2010. Queenstown in okolica sta bila uporabljena tudi v filmu X-Men Origins: Wolverine iz leta 2009. Mee-Shee: Vodni velikan je bil posnet v Queenstownu leta 2005 in istega leta izdan na DVD-ju. Queenstown je bil uporabljen tudi za snemanje večine filma Reševanje iz leta 1988. Queenstown je bil osnova za snemanje fantazijskega filma Georgea Lucasa Willow iz leta 1988.
Snemanje filma Race for the Yankee Zephyr iz leta 1981 je potekalo v Queenstownu in okolici, prve večje filmske produkcije na tem območju.
TV-reklama za Toyoto Hilux iz leta 1989 z Barryjem Crumpom in Lloydom Scottom v glavnih vlogah, v kateri se oba zapeljeta s pečine, je bila posneta na bližnjem hribu Queenstown Hill.
Prva in zadnja epizoda pete sezone Krtka sta bili posneti v Queenstownu.
Filipinski dramski film Northern Lights iz leta 2017 je bil v celoti posnet na lokaciji v Queenstownu, namesto dogajanja na Aljaski.
Leta 2017 je korejska varietejska oddaja Running Man posnela epizodo v Queenstownu, kjer sta Haha in Yang-Se Chan izvajala enajstmetrovko na Nevis Swingu.
Kriminalska drama One Lane Bridge iz leta 2020 je bila posneta v Queenstownu. Serija se osredotoča na dogodke, ki se odvijajo na mostu čez reko Dart / Te Awa Whakatipu.